# Oblast Kaliningrad

Oblast Kaliningrad

De oblast Kaliningrad (Russisch: Калининградская область; Kaliningradskaja Oblast) is een Russische exclave aan de Oostzee. Met een oppervlakte van 15.000 km² behoort het tot de kleinste oblasten (bestuurlijke eenheden) van de Russische Federatie. Het gebied wordt omsloten door Polen en Litouwen. De hoofdstad is Kaliningrad.
Anno 2010 telde de oblast 941.873 inwoners, waarvan bijna de helft (431.902) in de hoofdstad. Deze telt ruim tien keer zo veel inwoners als Tsjernjachovsk, de tweede stad van de oblast, die 41.073 inwoners heeft.

## Geschiedenis
Het gebied maakte tot 1945 deel uit van het Duitse Oost-Pruisen. In dat jaar werd het zuiden Pools en het noorden met de hoofdstad Koningsbergen kwam bij de Sovjet-Unie. De Duitse bevolking werd daarbij verdreven en vervangen door officiële kolonisten uit de Sovjet-Unie en repatrianten alsmede families van militairen. Sinds het uiteenvallen van dat land in 1991 heeft Rusland geen directe verbinding meer met het gebied, dat onverminderd grote militaire betekenis heeft voor Rusland. Baltiejsk, het voormalige Pillau, heeft de enige ijsvrije Oostzeehaven van het land.
Ook beschouwen veel Russen hun 'Kaliningradskaja Oblast' als een compensatie voor hun 27 miljoen doden uit de "Grote Vaderlandse Oorlog" - dit is de Russische benaming voor het conflict tussen de Sovjet-Unie en nazi-Duitsland en zijn bondgenoten in 1941-45, dus de periode van de Tweede Wereldoorlog na de aanval van Hitler op de Sovjet-Unie.

## Economie
De regio is een aparte economische regio. Deze regio wordt Jantar (barnsteen) genoemd, daar de oblast de grootste voorraden barnsteen ter wereld heeft. Deze 'vrije economische zone' heeft echter nog niet veel voordeel opgeleverd voor de bevolking; de inkomens liggen er niet erg hoog, zeker niet in vergelijking met de buurlanden. Toch vond er een beduidende immigratie uit andere delen van Rusland plaats, vanwege het milde klimaat (zeker in vergelijking met de andere delen van Rusland) en de nabijheid van het overige Europa. Belangrijk voor de economie zijn naast barnsteen het toerisme, de oliewinning, de haven en de auto-industrie.
In juni 2022 hield Litouwen treinen tussen Rusland en Kaliningrad tegen als die goederen vervoerden die op de sanctielijst stonden. Deze blokkade werd in juli 2022 opgeheven toen de Europese Commissie oordeelde dat de sanctielijst niet voor deze spoorlijn geldt.

## Geografie
De grens tussen de oblast en Litouwen verloopt langs de rivier de Memel, door het Koerse Haf en over de Koerse Schoorwal en die met Polen door het Wislahaf en over de Wislaschoorwal. Kaliningrad is van Wit-Rusland gescheiden door een smalle landstrook, de Suwałki-corridor.
Soms wordt het oblast geografisch meegerekend bij de Baltische staten.

## Demografie
Tussen 1950 en 2002 is de bevolking van de oblast ruimschoots verdubbeld, met een gemiddelde toename van meer dan 100.000 mensen per decennium, maar sindsdien is die tendens gekeerd: Van 2002 tot 2010 is het bevolkingsaantal van de oblast gedaald (-13.400), terwijl de hoofdstad iets is gegroeid (+1900).

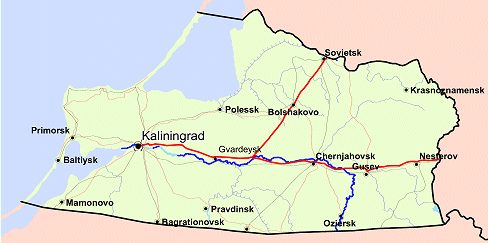
Kaart van de oblast Kaliningrad

| 1950    | 1959    | 1970    | 1979    | 1989    | 2002    | 2010    |
| ------- | ------- | ------- | ------- | ------- | ------- | ------- |
| 407.000 | 611.000 | 732.000 | 807.000 | 871.000 | 955.300 | 941.873 |

## Plaatsen
| Grootste plaatsen van de oblast Kaliningrad (cijfers volkstelling 2002) | Grootste plaatsen van de oblast Kaliningrad (cijfers volkstelling 2002) | Grootste plaatsen van de oblast Kaliningrad (cijfers volkstelling 2002) | Grootste plaatsen van de oblast Kaliningrad (cijfers volkstelling 2002) | Grootste plaatsen van de oblast Kaliningrad (cijfers volkstelling 2002) | Grootste plaatsen van de oblast Kaliningrad (cijfers volkstelling 2002) | Grootste plaatsen van de oblast Kaliningrad (cijfers volkstelling 2002) | Grootste plaatsen van de oblast Kaliningrad (cijfers volkstelling 2002) |
| Stad                                                                    | Russisch                                                                | Duits                                                                   | Inwoners                                                                | Stad                                                                    | Russisch                                                                | Duits                                                                   | Inwoners                                                                |
| ----------------------------------------------------------------------- | ----------------------------------------------------------------------- | ----------------------------------------------------------------------- | ----------------------------------------------------------------------- | ----------------------------------------------------------------------- | ----------------------------------------------------------------------- | ----------------------------------------------------------------------- | ----------------------------------------------------------------------- |
| Kaliningrad                                                             | Калининград                                                             | Königsberg                                                              | 430.003                                                                 | Pionerski                                                               | Пионерский                                                              | Neukuhren                                                               | 11.816                                                                  |
| Tsjernjachovsk                                                          | Черняховск                                                              | Insterburg                                                              | 44.323                                                                  | Svetlogorsk                                                             | Светлогорск                                                             | Rauschen                                                                | 10.950                                                                  |
| Sovjetsk                                                                | Советск                                                                 | Tilsit                                                                  | 43.224                                                                  | Goerjevsk                                                               | Гурьевск                                                                | Neuhausen                                                               | 10.913                                                                  |
| Baltiejsk                                                               | Балтийск                                                                | Pillau                                                                  | 33.252                                                                  | Polessk                                                                 | Полесск                                                                 | Labiau                                                                  | 7.681                                                                   |
| Goesev                                                                  | Гусев                                                                   | Gumbinnen                                                               | 28.467                                                                  | Mamonovo                                                                | Мамоново                                                                | Heiligenbeil                                                            | 7.393                                                                   |
| Svetly                                                                  | Светлый                                                                 | Zimmerbude                                                              | 21.745                                                                  | Bagrationovsk                                                           | Багратионовск                                                           | Preußisch Eylau                                                         | 7.216                                                                   |
| Gvardejsk                                                               | Гвардейск                                                               | Tapiau                                                                  | 14.572                                                                  | Ozjorsk                                                                 | Озёрск                                                                  | Darkehmen/Angerapp                                                      | 5.801                                                                   |
| Neman                                                                   | Неман                                                                   | Ragnit                                                                  | 12.714                                                                  | Jantarny                                                                | Янтарный                                                                | Palmnicken                                                              | 5.455                                                                   |
| Zelenogradsk                                                            | Зеленоградск                                                            | Cranz                                                                   | 12.509                                                                  | Slavsk                                                                  | Славск                                                                  | Heinrichswalde                                                          | 5.172                                                                   |

## Militair belang
Gedurende enkele jaren na het uiteenvallen van de Sovjet-Unie was Kaliningrad een van de gebieden met de meeste militaire activiteit in de Russische federatie, in eerste instantie voor materiaal dat terugkwam uit Oost-Europa. Maar in 2001 schreef The Washington Times dat Rusland ook tactische nucleaire wapens in het gebied huisvest, dat door zijn ligging binnen in de Europese Unie strategisch is voor Rusland. Russische legerleiders hebben de plaatsing ontkend.
Op 5 november 2008 zei de Russische president Dmitri Medvedev dat Rusland een 9K720 Iskander-raketsysteem in de oblast zou plaatsen, als een "antwoord op Amerikaanse plannen om verdedigingsraketten in Polen te plaatsen". Rusland trok dat plan terug in september 2009, na de aankondiging van de Amerikaanse president Barack Obama om een Amerikaans raketverdedigingssysteem te annuleren, maar hervatte zijn beleid met de plaatsing van het S-400 luchtverdedigingsysteem in 2012 als antwoord op de bouw van een nieuw Amerikaans raketschild.
Rusland hield in 2020 Amerikaanse verkenningsvluchten boven Kaliningrad en Georgië tegen, in weerwil van de afspraken in het Open Skies-verdrag. Zelf beweerde Rusland dat de Verenigde Staten zich ook niet aan het verdrag hielden.
In februari 2022 zijn MiG-31 met Kh-47M2 Kinzhal-raketten mogelijk met kernkoppen van vliegbasis Soltsy-2 in Oblast Novgorod naar vliegbasis Tsjernjachovsk in Oblast Kaliningrad overgevlogen.
Op 4 mei 2022 heeft Rusland de lancering vanuit Kaliningrad gesimuleerd van 9K720 Iskander raketten die een kernkop kunnen dragen. De Litouwse minister van Defensie Arvydas Anusauskas verklaarde dat er altijd al kernwapens waren in Kaliningrad en dat de internationale gemeenschap zich hier terdege van bewust is.

## Energie
Litouwen, Letland en Estland hebben zich op 9 februari 2025 aan het Europese elektriciteitsnetwerk gekoppeld, nadat ze zich op 8 februari al definitief losgekoppeld hadden van het Russische elektriciteitsnetwerk waardoor ook Kaliningrad afgekoppeld werd.